# 1836 Komarov
1836 Komarov este un asteroid din centura principală, descoperit pe 26 iulie 1971, de Nikolai Cernîh.